# San Luis Obispo
San Luis Obispo (zkráceně SLO) je město v americkém státě Kalifornie, v okrese San Luis Obispo. Podle údajů z roku 2009 mělo město 44 075 obyvatel. San Luis Obispo leží přibližně na půl cesty mezi Los Angeles a San Franciscem, 300 km severozápadně od Los Angeles a 370 km jihovýchodně od San Francisca. Jedná se o jediné větší město ve známé pobřežní oblasti Big Sur. San Luis Obispo leží ve vnitrozemí, od pobřeží Pacifiku je vzdálené přibližně 15 km. Město bylo založeno na konci 16. století španělským františkánem Junípero Serrou, jedná se tak o jednu z nejstarších stále stojících Kalifornských komunit.

## Historie

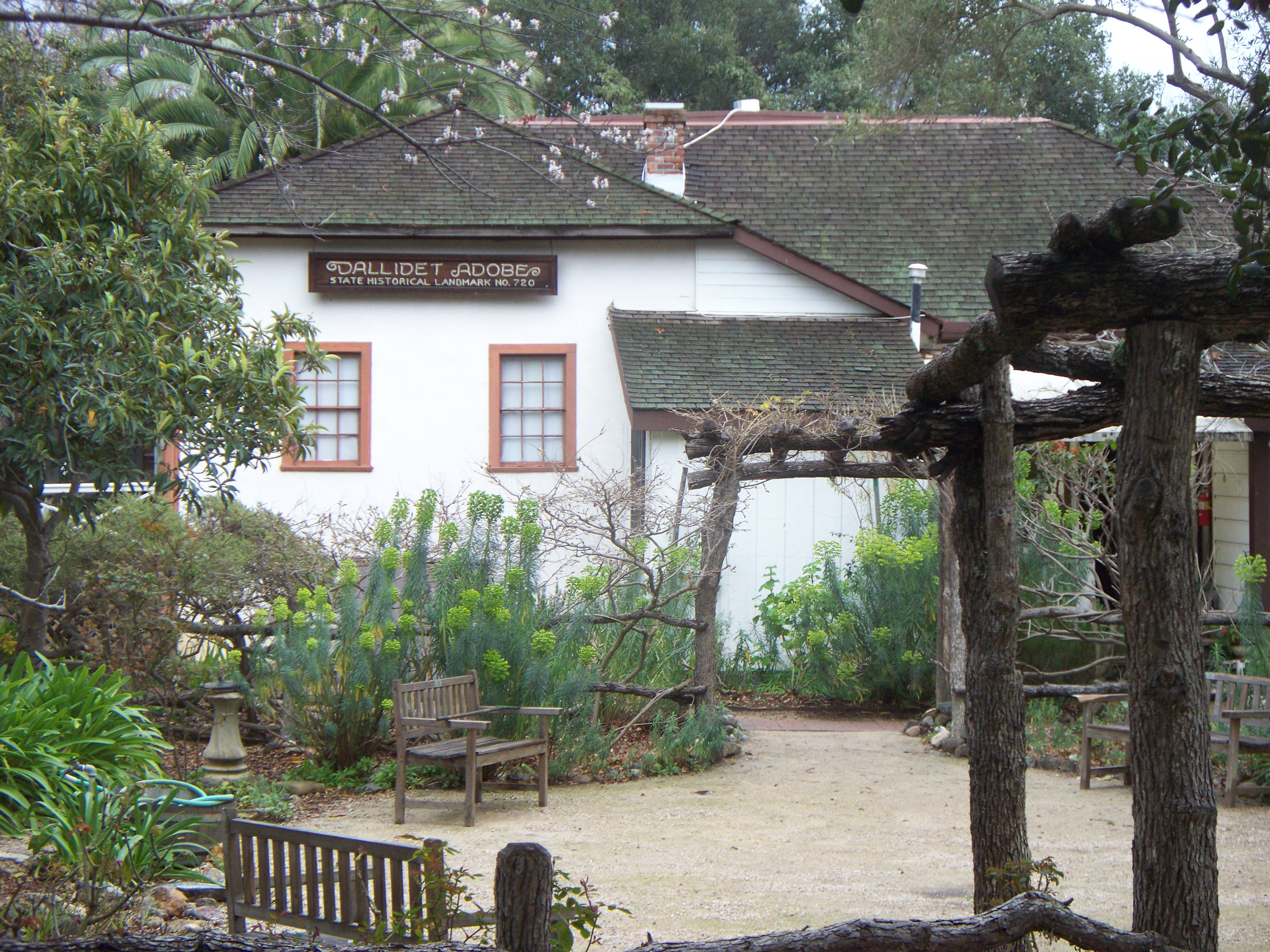
Dalliet Adobe je nejstarší dosud stojící dům v San Luis Obispo

Před příchodem dobyvatelů oblast obývali původní Američané z kmene Cumash. Během Španělské kolonizační expanse byl do míst dnešní Kalifornie vyslán františkánský mnich Junípero Serra s jasným poselstvím; šířit katolickou víru napříč celou oblastí Alta California. Idejí této mise bylo sjednotit celé španělské impérium pod jedno náboženství a pod jeden jazyk. Již v tomtéž roce, tj. v roce 1769 byla vybudována první španělská misie na Kalifornském území; Misie San Diego.

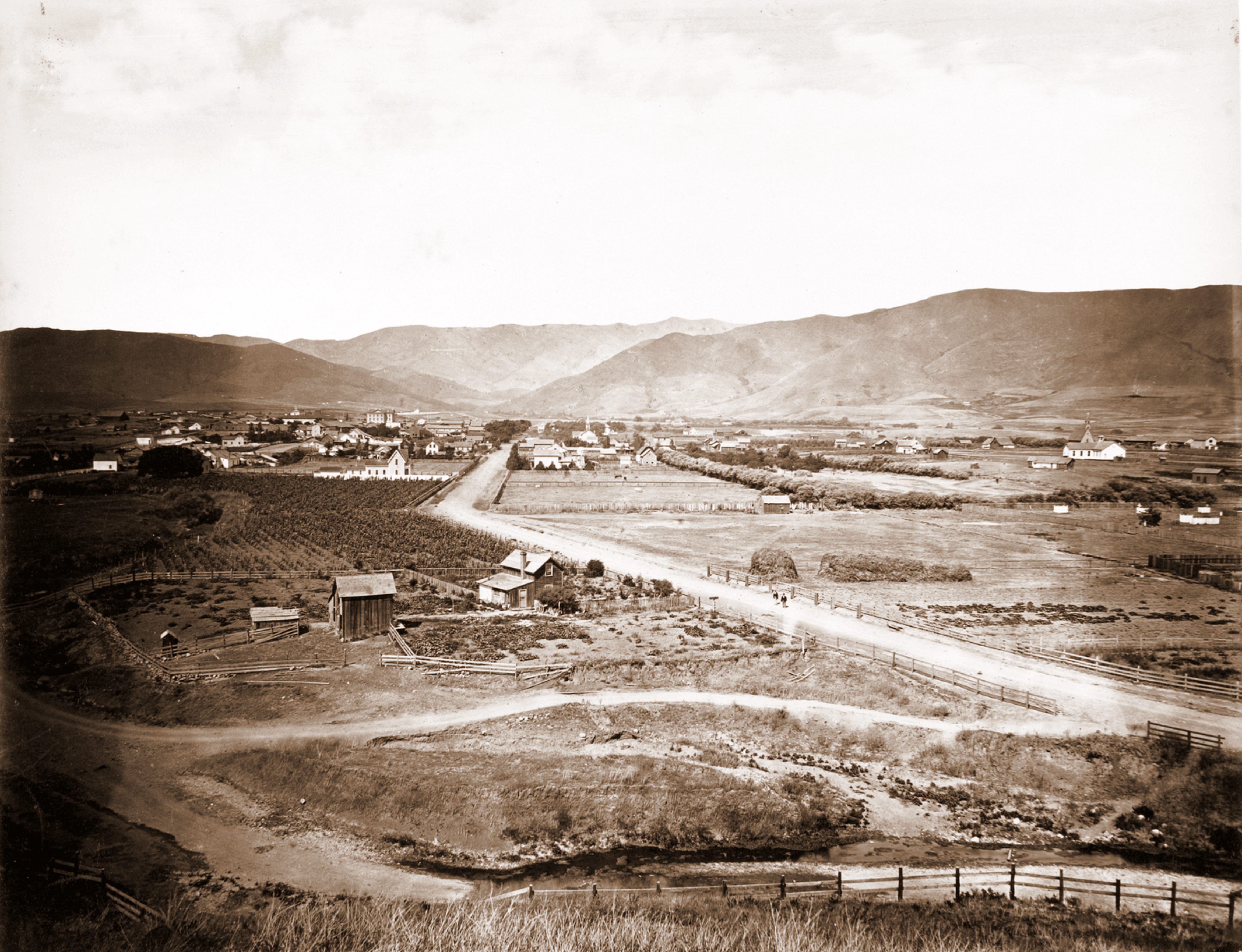
San Luis Obispo kolem roku 1876

Na začátku září roku 1769 se dobyvatel Gaspar de Portolá se svou expedicí dostal do oblasti dnešního města, avšak expedice pokračovala dále na sever. O rok později byla Gasparem de Portolou založena Pevnost v okolí dnešního města Monterey. Ve stejné době založil Juníero Serra druhou misii, také v blízkosti Monterey. Roku 1772 přestala být misie dostatečně zásobována a docházelo tak ke strádání místního obyvatelstva. Pedro Fagas, jeden z členů původní Portolovy expedice, si ovšem pamatoval, že procházeli kolem úrodných údolí. Sestavil proto vlastní skupinu za účelem přinést zpět do misie nějakou potravu. Poté, co expedice dorazila na místo a seznámila se s místním indiánským kmenem na jednoho z Fagasových mužů zaútočil medvěd. Ten však neváhal a medvěda složil přesně mířenou ranou ze své pušky. To, s jakou lehkostí takto mohutné zvíře zabil velmi zapůsobilo na kmen domorodých obyvatel. Španělé posléze vyměnili s původními Američany část medvědího masa výměnou za jedlá semínka. Zbytek medvědího masa putoval zpět na sever do misie. Po návratu do misie se jeden ze členů této skupiny, nám již známý Junípero Serra rozhodl, že údolí, jež navštívili by bylo nejvhodnějším místem pro výstavbu v pořadí již páté španělské misie v Kalifornii.
Jelikož byla oblast osídlena velmi přátelskými původními Američany z kmene Chumash, tak osidlování této oblasti nepřinášelo žádné nepříjemnosti. Údolí bylo navíc velice bohaté jak na vodní prameny, tak i na divokou zvěř. 1. září 1772 se zde konala první mše, kterou vykonával přímo Junípera Serro. Ten hned druhý den odcestoval do San Diega, a ponechal zde José Cavallera s věru nelehkým úkolem; s pomocí celkem sedmi lidí začít budovat základy nové misie, která se později přetransformovala v město San Luis Obispo.
Když vypukla roku 1810 Mexická válka za nezávislost, veškeré misie v Kalifornii se staly v podstatě samosprávnou oblastí. Jelikož Mexiko válku vyhrálo, vedlo to k postupné sekularizaci misií, nicméně jelikož měla tehdejší mexická vláda mnoho jiných mnohem větších problémů, španělští františkáni mohli svou víru po Kalifornii šířit až do 30. let 19. století.
Po roce 1934 se z misie stala farnost, a většina z pozemků bývalé misie byla rozdělena na parcely, tzv. ranchos.
Po mexicko-americké válce byla Kalifornie připojena k USA, a jelikož se kolem budovy bývalé misie již usídlilo značné množství lidí, stalo se tak San Luis Obispo teprve šestnáctým samosprávným městem v Kalifornii. Stalo se tak 16. února 1856.
V prvních desetiletých americké vlády nad Kalifornií se právě oblast sahající od San Luis Obispa až k městu Santa Barbara na jihu stala nechvalně známou pro své bezpráví a bující zločinné živly. Právě v těchto letech mělo město přezdívku “Město tygrů“. Loupežné přepady a vraždy zde byly takřka na denním pořádku. To sebou přineslo také nejedno veřejné lynčování. Největší zaznamenaný případ se zde udál roku 1886, kdy civilní stráž napadla a zabila celkem 7 osob podezřelých z páchání pár přestupků. Za tento svůj přečin nejenže nebyli členové stráže nikdy souzeni, ale všichni dožili svůj život jako respektovaní občané.
V období vypuknutí zlaté horečky zažilo celý okres San Luis Obispo významnou finanční injekci, jelikož výrazně vzrostla cena hovězího masa. Pro relativně chudý kraj, jehož hospodářství bylo postaveno na chovu dobytka a následném prodeji masa, to byla dobrá doba. Své největší prodejní hodnoty dosáhlo hovězí maso roku 1851, a kraj zůstal primárně zaměřen na chov dobytka až do roku 1863.
Svého času mělo San Luis Obispo také velmi rychle rostoucí čínskou čtvrť. Její obyvatelé sem byly přiváženi přímo z Číny za účelem levné pracovní síly při budování železnice. Dnes již však ve městě z čínské kultury a pozůstatků čínské čtvrti lze nalézt pouze bistro Mee Hang Low.

## Město
Centrum města tvoří typické rovné, vzájemně se křížící ulice. Zástavba je obvykle dvoupodlažní, dochovala se řada domů z 19. století. Říká se, že San Luis Obispo má víc architektury z 19. století než kterékoliv jiné kalifornské město. Centrum města tvoří především restaurace, obchody, hospody a ubytovací zařízení. Nejznámější památkou ve městě je misie Mission San Luis Obispo de Tolosa z konce 18. století. Zajímavou stavbou je budova kina Fremont Theater ve stylu art deco (na Monterey St), stále v provozu. Jednou z nejrušnějších ulic je Higuera Street, pravidelně se zde konají zemědělské trhy.

### Okolí města
20 km západně od San Luis Obispo leží rybářská obec Morro Bay s pláží a zajímavými pobřežními skalními útvary. 70 km severozápadně od města se nachází Hearst Castle, extravagantní honosná stavba z počátku 20. století.

## Demografie
K roku 2010 žilo ve městě 45,119 obyvatel, jejichž průměrná hustota byla 1,147 osoby/km². Většina místních obyvatel (43,937 (97,4%)) bydlela v rodinných domech, 967 osob žilo v bytech, a 215 osob žilo v ubytovnách. Rasová pestrost zde byla následující:
- 38,117 (84,5%) bílých
- 523 (1,2%) černých
- 276 (0,6%) původních obyvatel Ameriky
- 2,350 (5,2%) Asiatů
- 65 (0,1%) tichomořských ostrovanů
- 1,973 (4%) osob ostatních ras

## Geografie
San Luis Obispo se nachází podél pobřeží střední Kalifornie. Ačkoliv město neleží přímo u pobřeží, je od Tichého Oceánu vzdáleno pouhých 18 km západním směrem. Pohoří Santa Lucia se vzdouvá těsně za východními městskými hranicemi. Hlavním vodním tokem, jež protéká tímto pohořím je San Luis Obispo Creek. Tato řeka zavlažuje celkově na 220 km² půdy. Okolí města je seismicky aktivní oblastí.  Město leží na celkové ploše  33,5 km².
San Luis Obispo má mírně chladné středozemní podnebí. Ročně se zde vyskytuje v průměru na 50 deštivých dnů, a to většinou během zimních měsíců. Léta bývají obvykle horká a slunná, pouze s občasnou ranní mlhou, přicházející od Tichého Oceánu.  
| San Luis Obispo (1981–2010. nejvyšší teploty od r, 1927) – podnebí | San Luis Obispo (1981–2010. nejvyšší teploty od r, 1927) – podnebí | San Luis Obispo (1981–2010. nejvyšší teploty od r, 1927) – podnebí | San Luis Obispo (1981–2010. nejvyšší teploty od r, 1927) – podnebí | San Luis Obispo (1981–2010. nejvyšší teploty od r, 1927) – podnebí | San Luis Obispo (1981–2010. nejvyšší teploty od r, 1927) – podnebí | San Luis Obispo (1981–2010. nejvyšší teploty od r, 1927) – podnebí | San Luis Obispo (1981–2010. nejvyšší teploty od r, 1927) – podnebí | San Luis Obispo (1981–2010. nejvyšší teploty od r, 1927) – podnebí | San Luis Obispo (1981–2010. nejvyšší teploty od r, 1927) – podnebí | San Luis Obispo (1981–2010. nejvyšší teploty od r, 1927) – podnebí | San Luis Obispo (1981–2010. nejvyšší teploty od r, 1927) – podnebí | San Luis Obispo (1981–2010. nejvyšší teploty od r, 1927) – podnebí | San Luis Obispo (1981–2010. nejvyšší teploty od r, 1927) – podnebí |
| Období                                                             | leden                                                              | únor                                                               | březen                                                             | duben                                                              | květen                                                             | červen                                                             | červenec                                                           | srpen                                                              | září                                                               | říjen                                                              | listopad                                                           | prosinec                                                           | rok                                                                |
| ------------------------------------------------------------------ | ------------------------------------------------------------------ | ------------------------------------------------------------------ | ------------------------------------------------------------------ | ------------------------------------------------------------------ | ------------------------------------------------------------------ | ------------------------------------------------------------------ | ------------------------------------------------------------------ | ------------------------------------------------------------------ | ------------------------------------------------------------------ | ------------------------------------------------------------------ | ------------------------------------------------------------------ | ------------------------------------------------------------------ | ------------------------------------------------------------------ |
| Nejvyšší teplota [°C]                                              | 32                                                                 | 32                                                                 | 33                                                                 | 40                                                                 | 39                                                                 | 42                                                                 | 44                                                                 | 42                                                                 | 44                                                                 | 43                                                                 | 37                                                                 | 33                                                                 | 44                                                                 |
| Průměrné denní maximum [°C]                                        | 16,2                                                               | 16,7                                                               | 17,6                                                               | 16,7                                                               | 20,7                                                               | 22,8                                                               | 24,4                                                               | 24,9                                                               | 24,9                                                               | 23,2                                                               | 19,6                                                               | 16,2                                                               | 20,3                                                               |
| Průměrná teplota [°C]                                              | 11,3                                                               | 11,9                                                               | 12,6                                                               | 13,7                                                               | 15,2                                                               | 17                                                                 | 18,4                                                               | 18,8                                                               | 18,6                                                               | 17                                                                 | 14                                                                 | 11,2                                                               | 15,0                                                               |
| Průměrné denní minimum [°C]                                        | 6,4                                                                | 7,1                                                                | 7,7                                                                | 8,3                                                                | 9,6                                                                | 11,2                                                               | 12,5                                                               | 12,7                                                               | 12,4                                                               | 10,8                                                               | 8,4                                                                | 6,2                                                                | 9,4                                                                |
| Nejnižší teplota [°C]                                              | −4                                                                 | −6                                                                 | −2                                                                 | −2                                                                 | 0                                                                  | 2                                                                  | 2                                                                  | 4                                                                  | 2                                                                  | −1                                                                 | −5                                                                 | −8                                                                 | −8                                                                 |
| Průměrné srážky [mm]                                               | 125,7                                                              | 130                                                                | 100,8                                                              | 35,3                                                               | 11,9                                                               | 2,5                                                                | 0,5                                                                | 1                                                                  | 6,6                                                                | 23,6                                                               | 54,9                                                               | 94,2                                                               | 587                                                                |
| Zdroj: NOAA                                                        |                                                                    |                                                                    |                                                                    |                                                                    |                                                                    |                                                                    |                                                                    |                                                                    |                                                                    |                                                                    |                                                                    |                                                                    |                                                                    |

## Fotogalerie

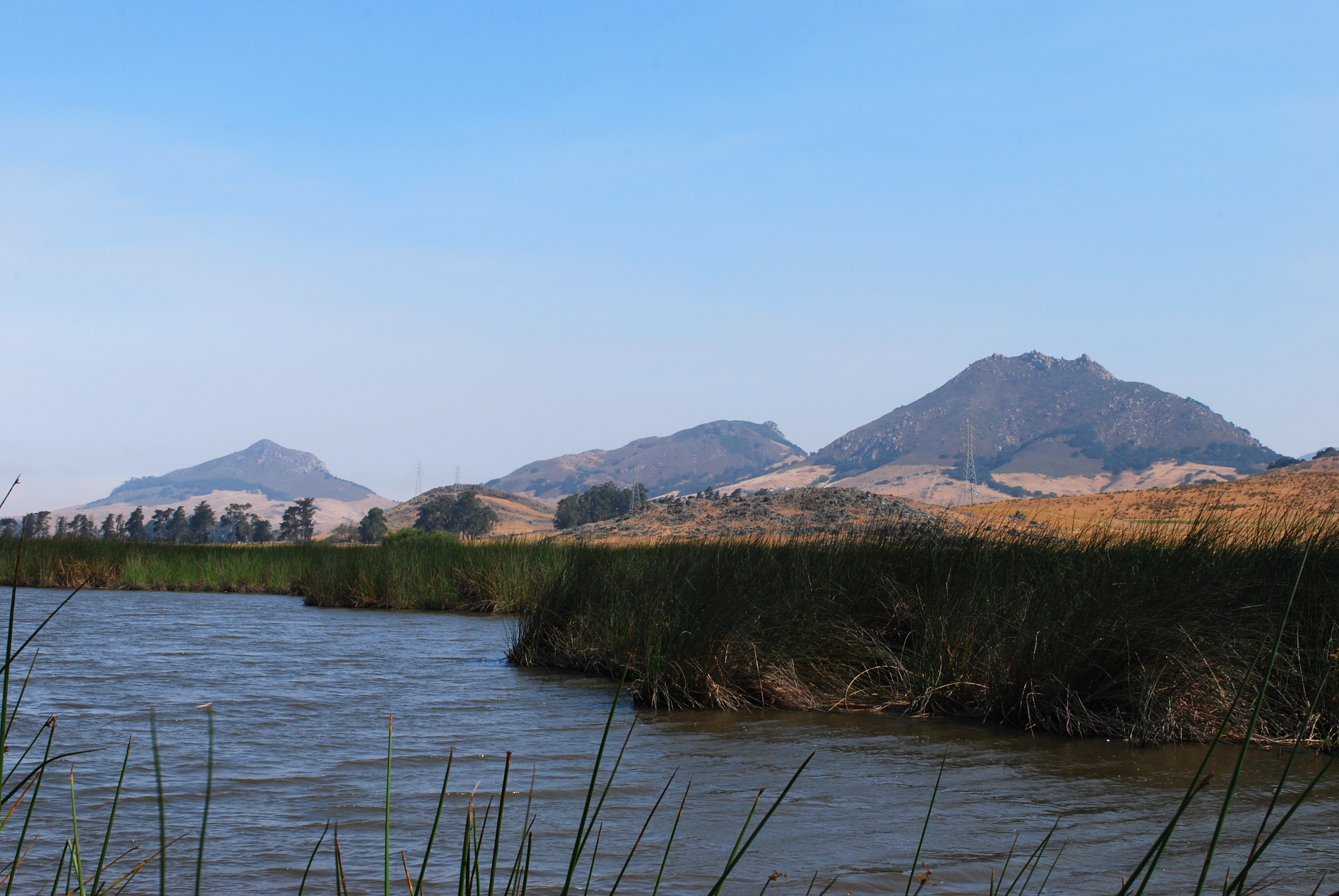
Kopcovitá krajina v okolí města
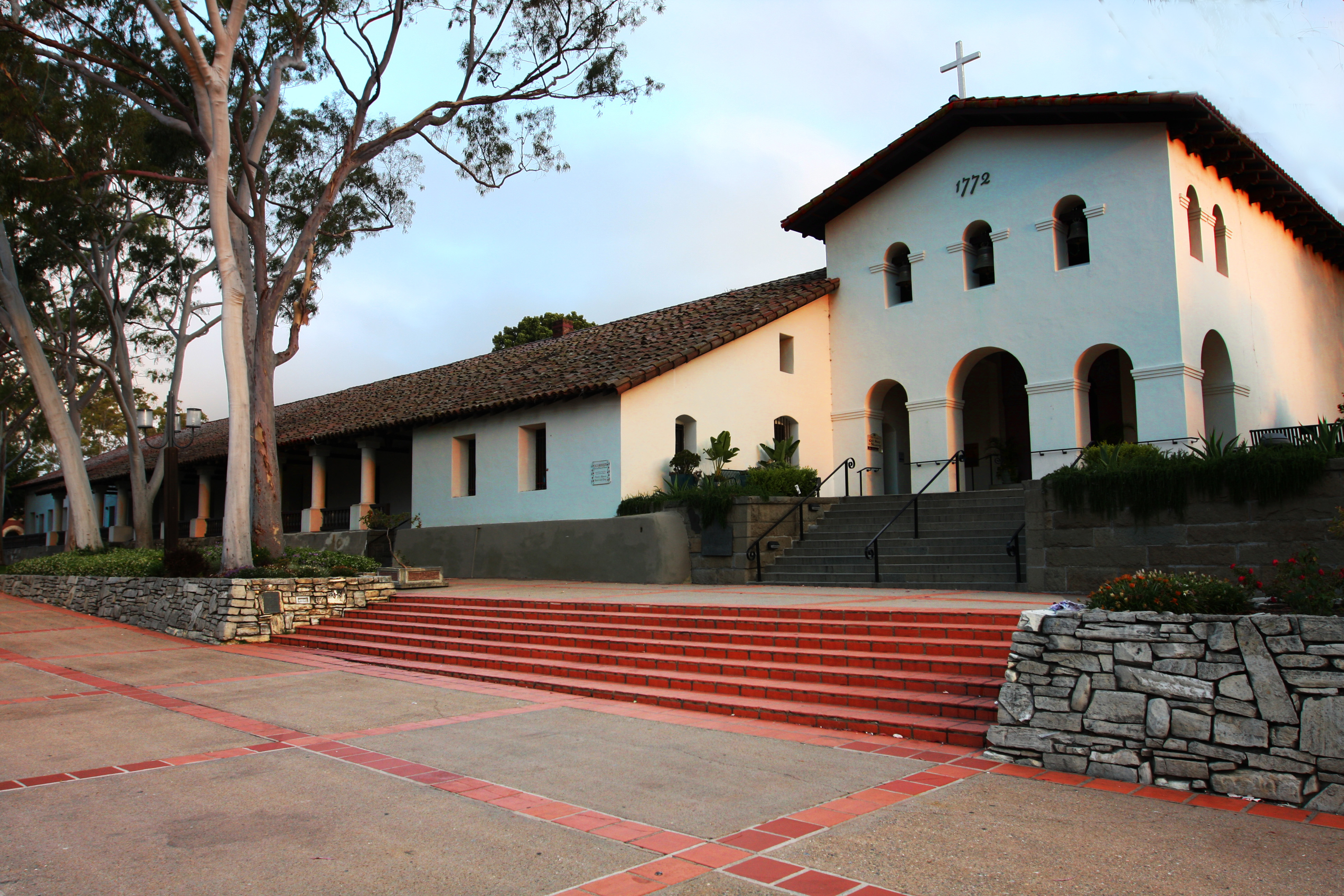
Misie San Lius Obispo
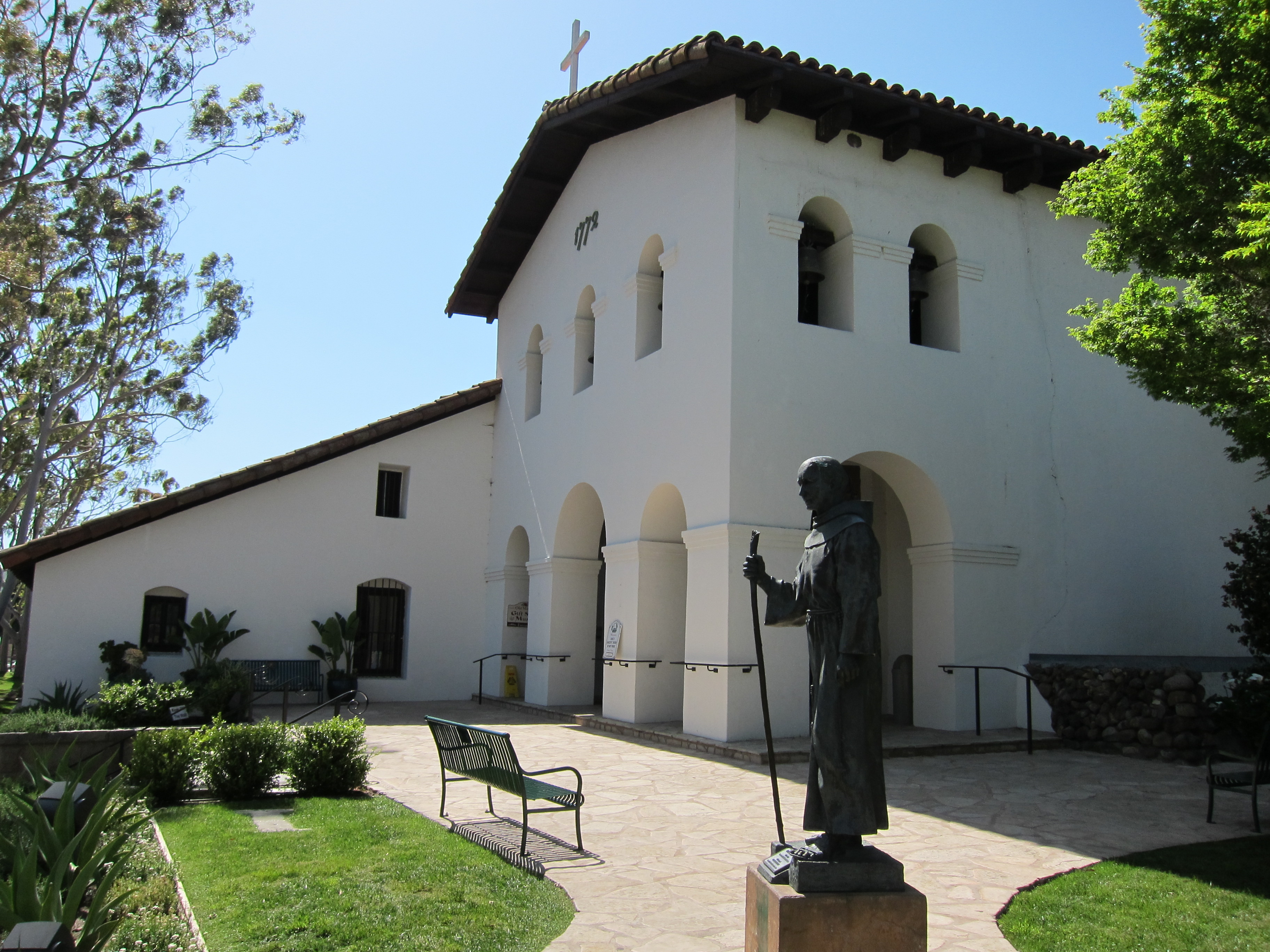
Mission San Luis Obispo
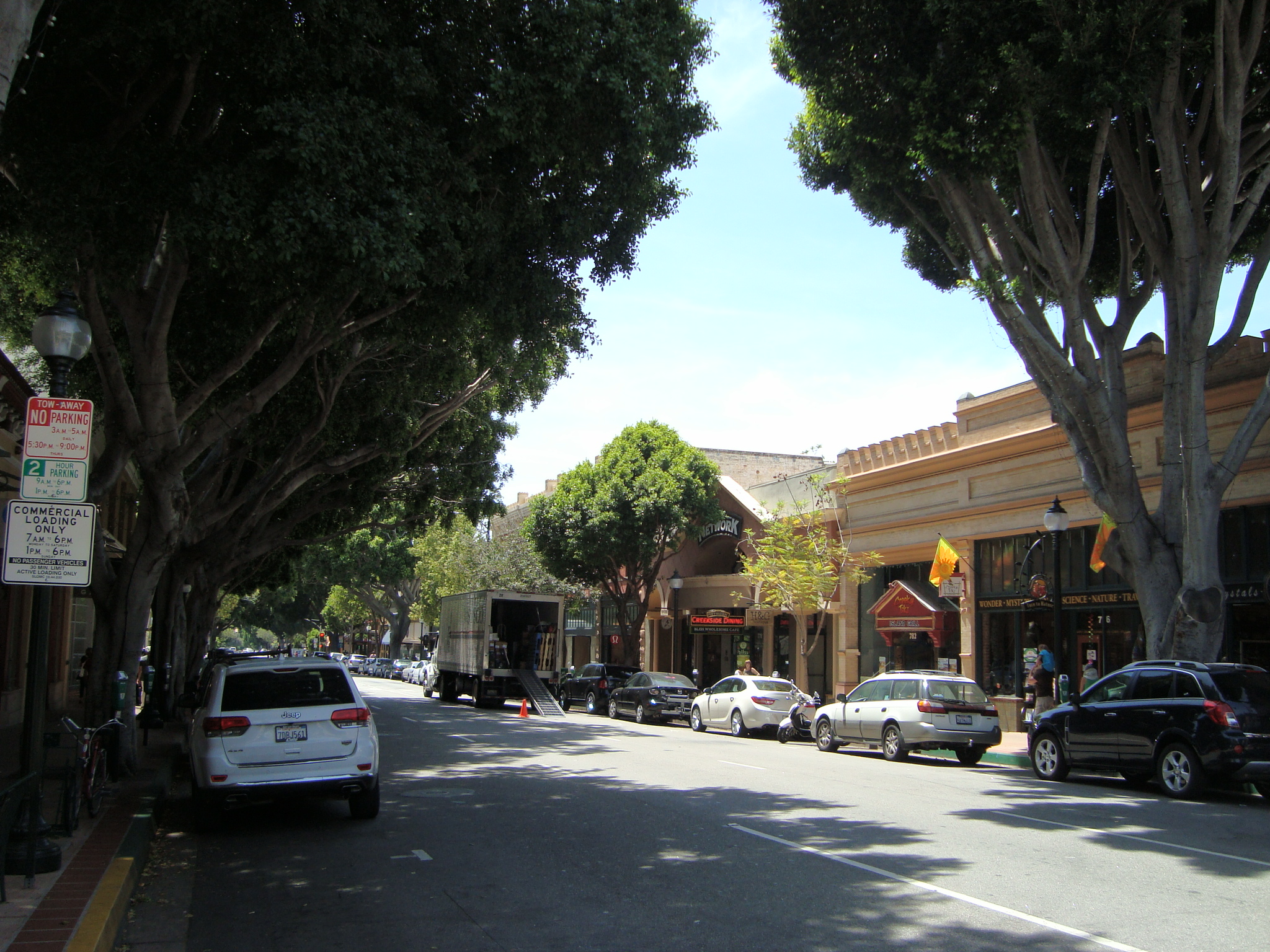
Ulice v centru města
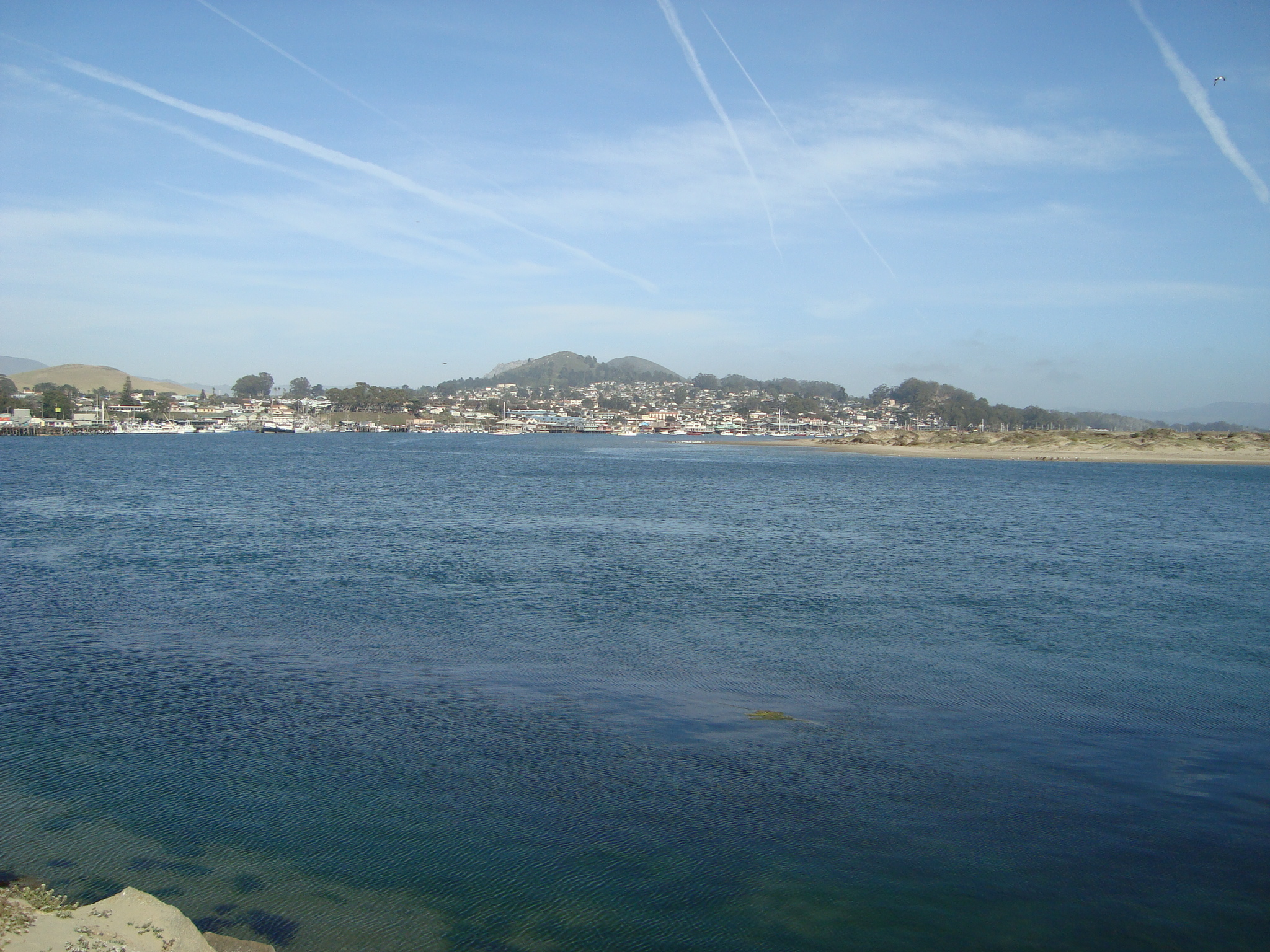
Morro Bay
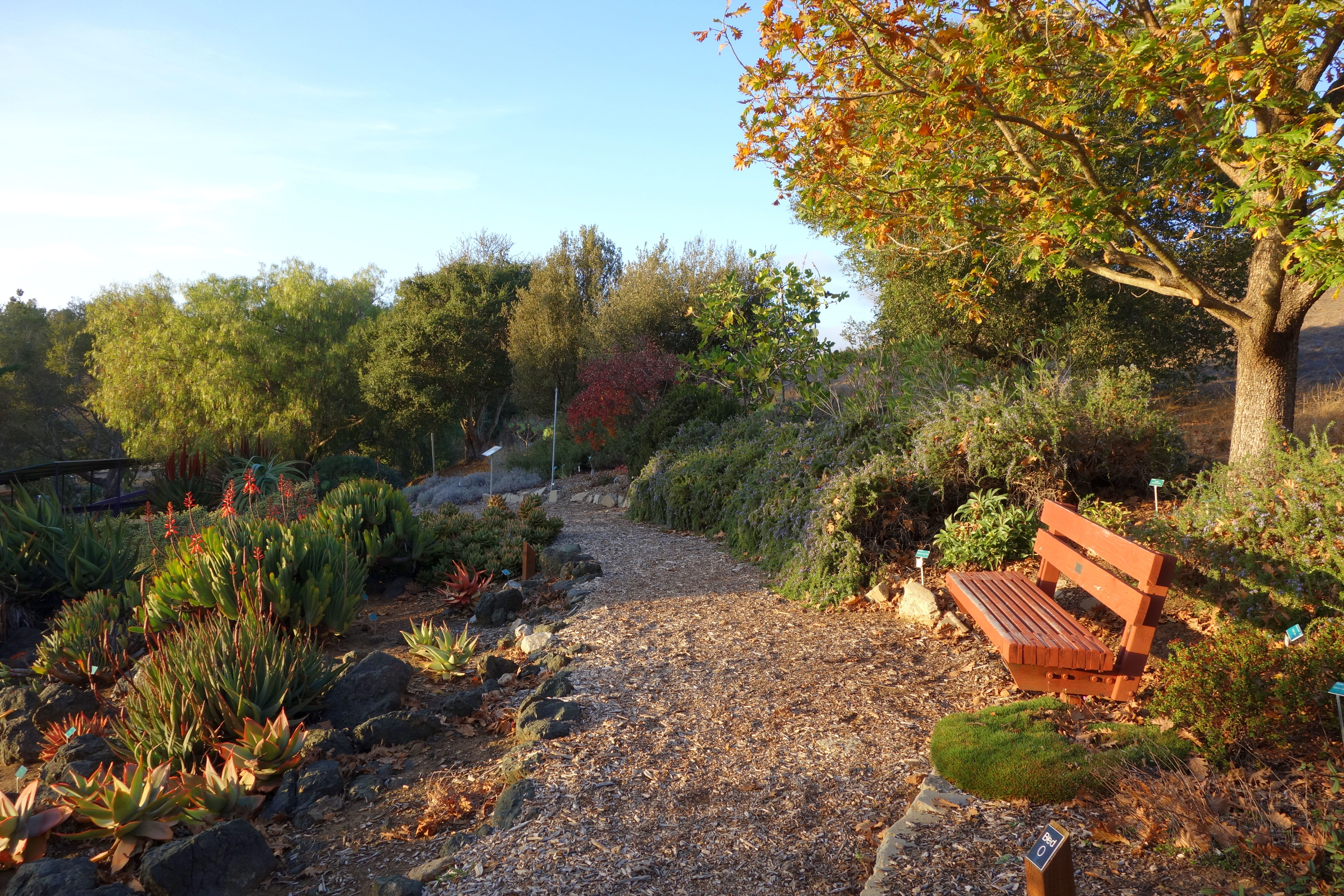
Místní botanická zahrada
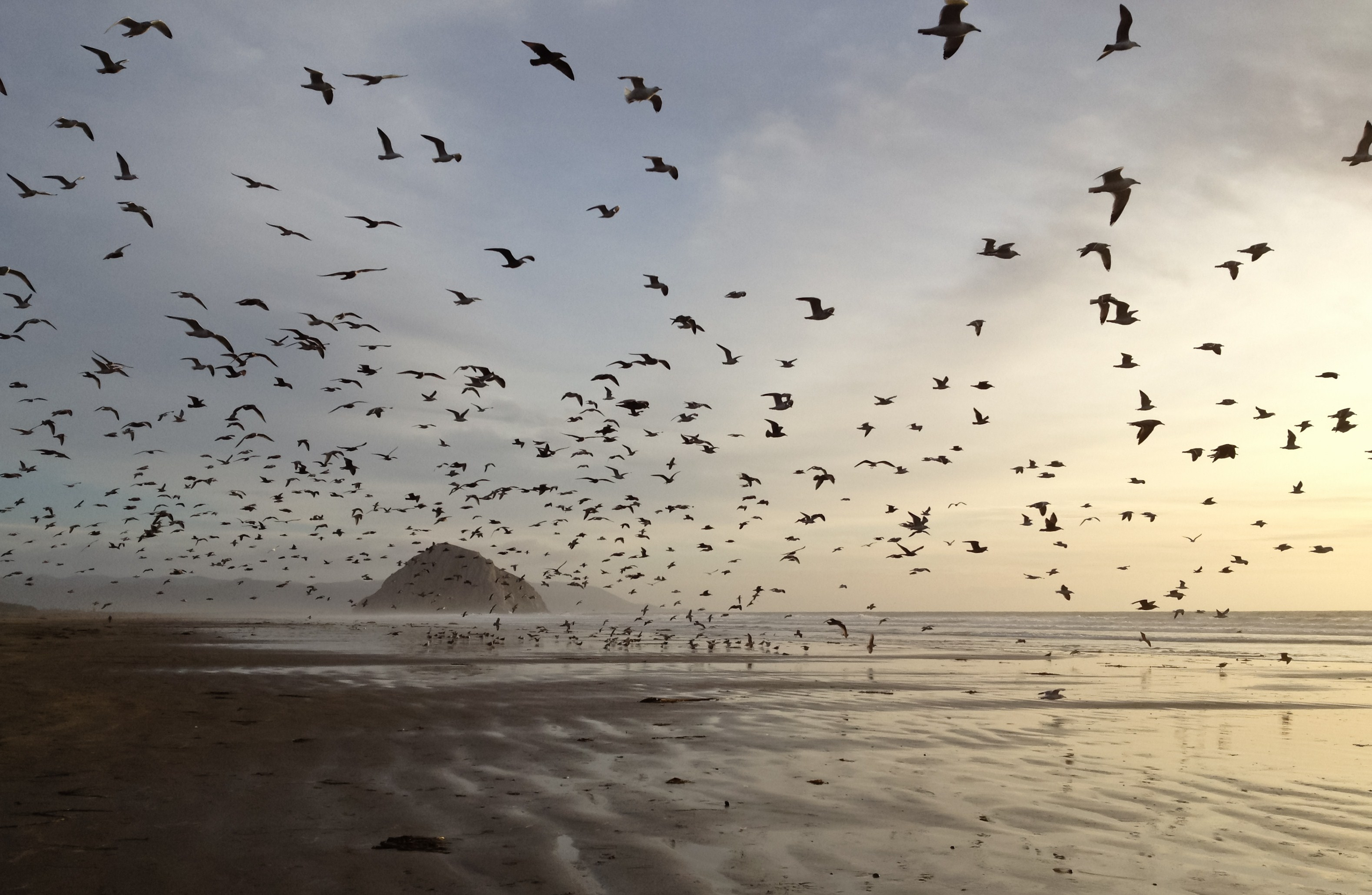
Morro Bay
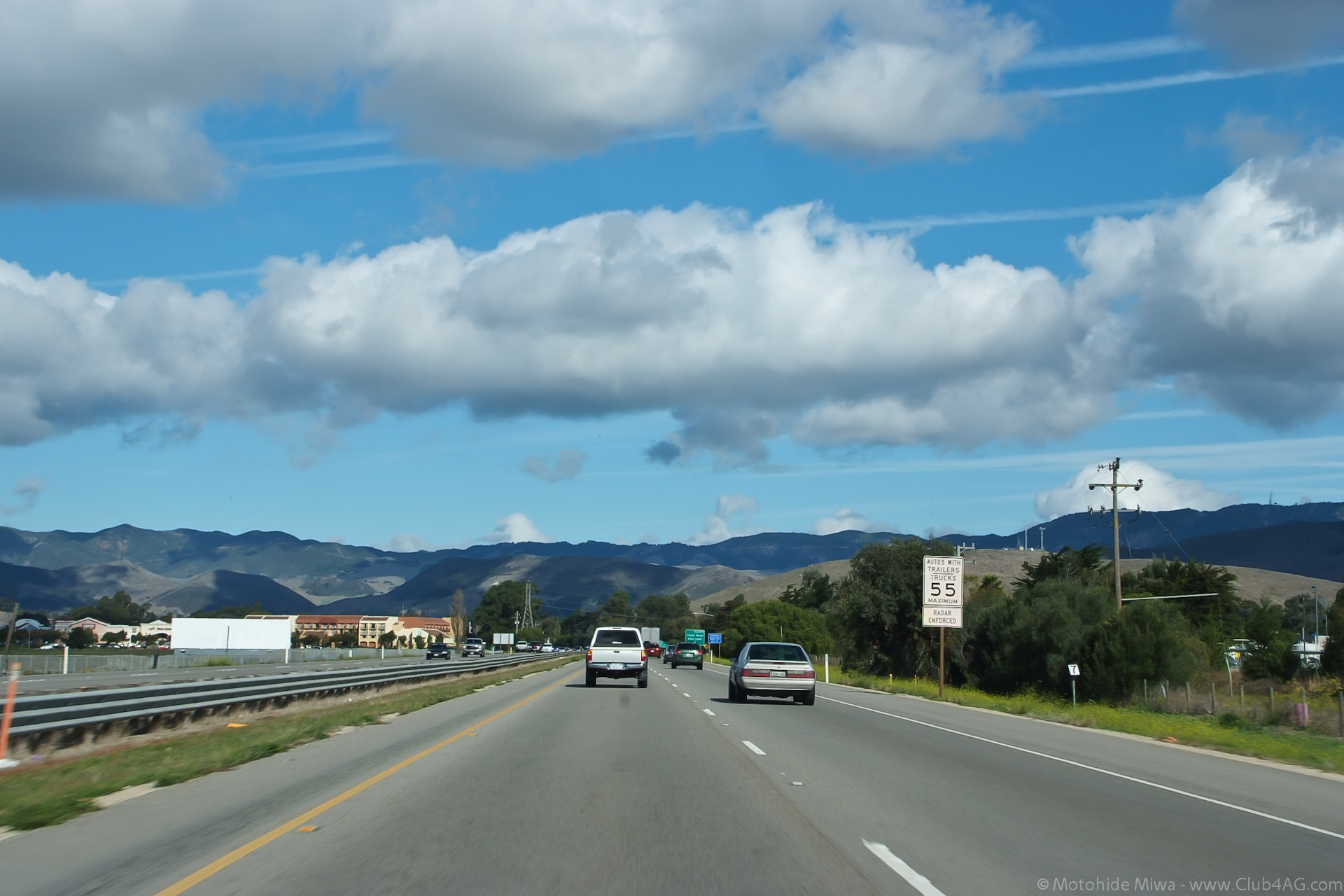
Jedna z hlavních dopravních tepen, jež město protíná je dálnice U.S. Route 101
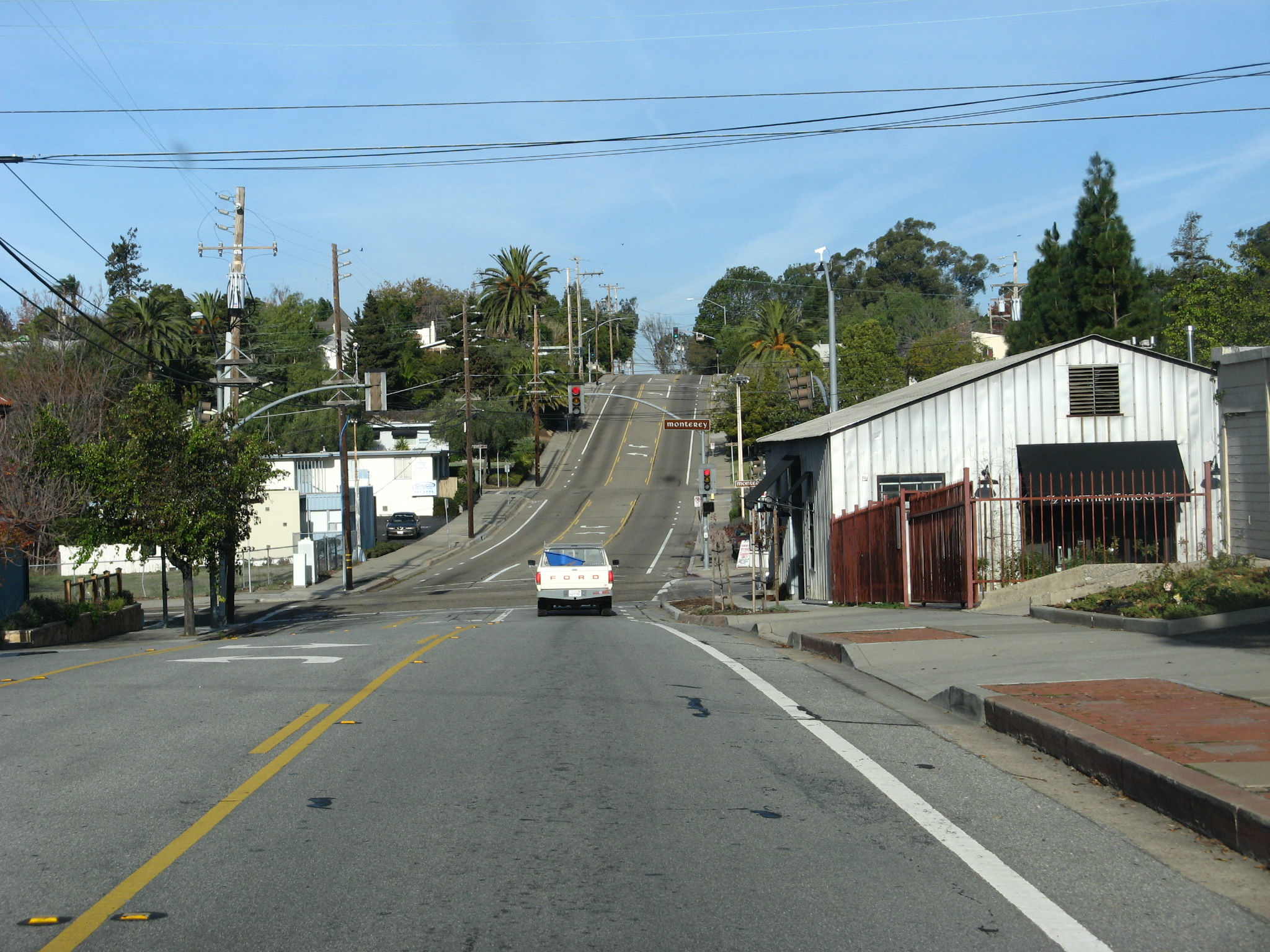
California Boulevard
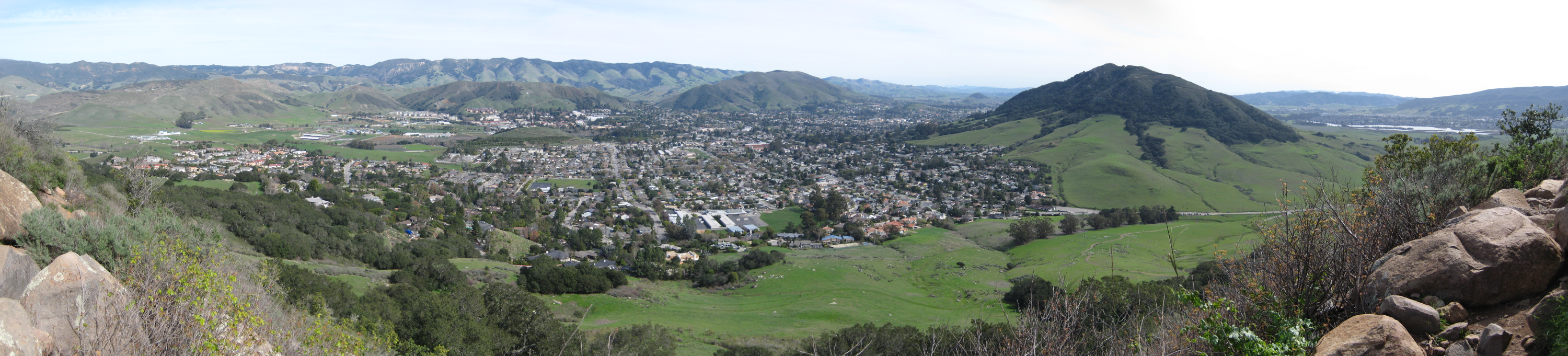
San Luis Obispo